# オレイル(アシル輸送タンパク質)ヒドロラーゼ
オレイル[アシル輸送タンパク質]ヒドロラーゼ (oleoyl-[acyl-carrier-protein] hydrolase) は、次の化学反応を触媒する酵素である。
オレイル[アシル輸送タンパク質] + H2O {\displaystyle \rightleftharpoons } [アシル輸送タンパク質] + オレイン酸
したがって、この酵素の基質はオレイル[アシル輸送タンパク質]と水、生成物はアシル輸送タンパク質とオレイン酸である。
この酵素は加水分解酵素に属し、特にチオエステル結合に作用する。系統名はoleoyl-[acyl-carrier-protein] hydrolaseで、別名にはacyl-[acyl-carrier-protein] hydrolase、acyl-ACP-hydrolase、acyl-acyl carrier protein hydrolase、oleoyl-ACP thioesteraseおよびoleoyl-acyl carrier protein thioesteraseがある。この酵素は脂肪酸生合成に関与する。

## 構造学
2007年現在、2種の三次構造が解明されており、蛋白質構造データバンクの2OWNと2PFFにコードされている。